# El Dipy
David Adrián Martínez (Gualeguaychú, 3 de diciembre de 1977), más conocido como El Dipy, es un cantante de cumbia villera, DJ, piloto de automovilismo y político argentino.
Durante años fue cantante y DJ de cumbia, primero junto al grupo "El Empuje" y luego como solista, llegando a ganar en el año 2021 el Premio Carlos Gardel a "mejor álbum artista tropical" por su disco "Es lo que hay". El 23 de mayo del 2023 fue candidato a intendente de La Matanza por La Libertad Avanza, partido en el que reside hace varios años y donde salió en segundo lugar en las elecciones de dicho año.

## Carrera artística
Comenzó ganándose la vida como DJ en La Matanza, Provincia de Buenos Aires, donde en una de las fiestas donde participaba en Isidro Casanova conoció a Sergio "Fideo" Galván, exintegrante de la banda Supermerk2, y juntos crearon la banda "El Empuje". En 2006 dejó de ser Adrián Martínez para hacerse conocido como “El Dipy”.
Con El Empuje, en 2006, lanzaron su primer disco “Cumbia Cha Cha”, con giras los fines de semana y presentaciones en el programa Pasión de Sábado.
Luego llegó su segundo disco de estudio “Estamos Más Allá De Mi Rosquete” del año 2007, que llegó a convertirse en disco de oro y platino con gran aceptación del público, además de las canciones de estudio, el álbum cierra con versiones en vivo de “Todas las manos”, “Atento”, “Yo sé que vos”, “Un pasatiempo nada más”, “Guampa Chata” y “Cheto arrepentido”; más los remixes de “Nos están buscando” y “No me abandones”. 
El tercer y último disco de estudio de "El Empuje", se lanzó 2008 y se tituló “No Hay Más Vacante”. También se lanzó al mismo tiempo un álbum dedicado solo a colaboraciones con artistas como El Polaco, La Liga o La Repandilla. Pero la suerte del grupo ya estaba echada, se veía una posible separación. El pico máximo de popularidad ya había sido alcanzado, y tanto 'El Dipy' como 'Fideo' se propusieron lanzarse como solistas.
El cantante alcanzó su máxima notoriedad en 2017, cuando participó en el programa de TV Bailando por un sueño, tras iniciar una convocatoria a través de Internet acompañado por su pareja, la modelo Mariana Diarco.
En 2009, ya en solitario, lanza “No Me Fui”, disco con 14 canciones. En 2011 edita “No Lo Compren”, trabajo discográfico con 12 canciones. En 2012 lanza el disco “Close de Ort!”. 
El 7 de febrero de 2020, El Dipy lanza “Par-Tusa”, una versión del hit "Tusa" de Karol G y Nicki Minaj. El 13 de marzo del mismo año lanza "Baila Mono", versión de "Dance Monkey", canción de la artista australiana Tones and I.
En 2019, El Dipy firma contrato con MOJO para editar sus canciones como sello discográfico. En 2020, un año atravesado por la pandemia, El Dipy estrena una serie de canciones que ocupan los primeros puestos en tendencias de YouTube como "Baila Mono", "Fuiste Vos" y "Jaguay". También en el mismo año, adquiere gran popularidad tras ser elegida su canción "Par-Tusa" para el festejo del PSG, tras su clasificación en la final de la Champions League. El mismo año fue nominado a los premios Gardel como Mejor Álbum Artista Tropical con "El Peor de Todos".
En 2021, El Dipy ganó el Premio Gardel a Mejor álbum artista tropical por su disco "Es lo que hay".

## Carrera política
A partir de 2020 se fue volviendo una figura mediática relevante, participando en varios programas de opinión de la televisión argentina. En esos, se manifestaba en contra del peronismo y su variante llamada kirchnerismo. Además de criticar fuertemente al gobierno de Alberto Fernández.
Se lo vio en reiteradas ocasiones cerca de figuras políticas opositoras al gobierno kirchnerista, tales como Patricia Bullrich, Mauricio Macri y Javier Milei. En junio del 2022 participó en un acto político libertario del espacio La Libertad Avanza junto a Javier Milei y Victoria Villarruel en el club de fútbol El Porvenir, ubicado en Gerli.
El 23 de mayo de 2023, El Dipy incursionó oficialmente en la política al ser reconocido como candidato a intendente de La Matanza, a través de un anuncio de Javier Milei en su cuenta de Instagram, para las elecciones municipales del 2023. En las elecciones primarias, obtuvo el 23,19% de los votos, colocándose como el segundo candidato más votado y siendo habilitado para competir en las elecciones generales a celebrarse en octubre. Ya en las elecciones generales, pese a mantener su caudal de votos, resultó segundo con el 22% de los votos, permitiéndole a La Libertad Avanza sumar 3 bancas en el Concejo Deliberante de La Matanza.
El 25 de julio de 2024, trascendió en los medios una solicitud de contratación de El Dipy firmada por el Secretario de Cultura, Leonardo Cifelli, dependiente del Ministerio de Capital Humano, bajo la órbita del gobierno del economista Javier Milei.En esta solicitud, firmada el 17 de mayo de 2024, se establecía que el cantante cobraría la suma de 3450 URS (unidad retributiva de servicios), es decir, $1.722.723 hacia julio, aproximadamente 1200 dólares al tipo de cambio de la fecha; esta retribución correspondería a la función de "Asesor en bandas emergentes". Además, la misiva indica como fecha de inicio de actividades el 1 de abril de 2024, un mes y medio antes de enviada la solicitud de contratación La ministra Pettovello respondió ante la polémica desatada excusándose con que "no hay nada firme", al tratarse de una solicitud, y no de una contratación.Y si bien El Dipy afirmó no saber nada sobre estas circunstancias y calificó esta situación como una probable "opereta", cabe aclarar que la solicitud, firmada por el Secretario de Cultura, aclara que se adjunta documentación de carácter personal y firmada por el propio Martínez.

## Vida personal
Nacido en Gualeguaychú en la Provincia de Entre Ríos, pero criado en La Tablada, partido de La Matanza, Provincia de Buenos Aires. Es hincha fanático de Racing Club.
David Adrián mantuvo una relación con la modelo argentina Mariana Diarco, pero su relación se fue desestabilizando tras problemas íntimos que los llevaron a la separación. Tiene un hijo llamado Valentino, fruto de esta relación. Más tarde sería denunciado por su expareja por violencia de género durante su noviazgo, aunque luego esta acusación sería reconocida como falsa por la misma denunciante.
Además de dedicarse a la música, El Dipy ha incursionado en carreras de automovilismo. En 2015, El Dipy se subió a un auto de la escudería JRT Racing para competir en la categoría Fiat ASM y en el 2020 en la categoría Top Race Junior. En febrero de 2021, logró su primer podio de la categoría en el Autódromo Oscar y Juan Gálvez, con un tercer puesto.

## Historial electoral
|  | 23,07 % |

|  | 22,39 % |

## Discografía

### Con El Empuje
| Año  | Título             | Sello         |
| ---- | ------------------ | ------------- |
| 2006 | Cumbia cha cha     | Garra Records |
| 2007 | Estamos más allá   | Garra Records |
| 2008 | Cocktel de grandes | Garra Records |

### En solitario
| Año  | Título           | Sello         |
| ---- | ---------------- | ------------- |
| 2009 | No me fui        | Garra Records |
| 2011 | No lo compren    | Magenta       |
| 2012 | Close de ort!    | Magenta       |
| 2016 | ¡El Dipy papá!   | Magenta       |
| 2019 | El peor de todos | MOJO          |
| 2019 | Show en vivo     | MOJO          |

### Sencillos
| Año  | Título                   | Sello |
| ---- | ------------------------ | ----- |
| 2019 | No me rompas las pelotas | MOJO  |
| 2019 | Si te he visto           | MOJO  |
| 2019 | Soy yo                   | MOJO  |
| 2019 | Otro trago               | MOJO  |
| 2019 | Fin de semana            | MOJO  |
| 2019 | De amor nadie se muere   | MOJO  |
| 2019 | Aguanta corazón          | MOJO  |
| 2019 | Un tequila               | MOJO  |
| 2019 | Sal de mi vida           | MOJO  |
| 2019 | El jabón chiquito        | MOJO  |
| 2019 | Cobrate                  | MOJO  |
| 2019 | El cosito                | MOJO  |
| 2019 | Corazón de acero         | MOJO  |
| 2019 | Vete                     | MOJO  |
| 2019 | Me mentías               | MOJO  |
| 2019 | Dame tu mano             | MOJO  |
| 2020 | Par - Tusa               | MOJO  |
| 2020 | Baila mono               | MOJO  |
| 2020 | Linda y soltera          | MOJO  |
| 2020 | Fuiste vos               | MOJO  |
| 2020 | Bai bai                  | MOJO  |
| 2020 | Esta                     | MOJO  |
| 2020 | Jaguay                   | MOJO  |